# FCA Giorgio
FCA Giorgio — автомобильная платформа, выпускаемая с 2015 года подразделением Fiat Chrysler Automobiles. Впервые была представлена на Alfa Romeo Giulia.
В 2021 году из-за слияния компаний PSA Group и Stellantis платформу планировалось снять с производства и заменить STLA Large EV, однако официального подтверждения этому нет. С 2023 года платформа выпускается подразделением Stellantis в Европе.

## Транспортные средства
| Производитель | Модель           | Изображение | Годы производства      | Сегмент | Кузов        | Сборка                                                 |
| ------------- | ---------------- | ----------- | ---------------------- | ------- | ------------ | ------------------------------------------------------ |
| Alfa Romeo    | Giulia (952)     |             | 2015 — настоящее время | D       | седан        | Италия: Пьедимонте-Сан-Джермано (Фрозиноне)            |
| Alfa Romeo    | Stelvio          |             | 2016 — настоящее время | D       | кроссовер    | Италия: Пьедимонте-Сан-Джермано (Фрозиноне)            |
| Jeep          | Grand Cherokee L |             | 2021 — настоящее время | E       | кроссовер    | США: Детройт, Мичиган (Mack Avenue Assembly Complex)   |
| Jeep          | Grand Cherokee   |             | 2022 — настоящее время | E       | кроссовер    | США: Детройт, Мичиган (Jefferson North Assembly Plant) |
| Maserati      | Grecale          |             | 2022 — настоящее время | D       | кроссовер    | Италия: Пьедимонте-Сан-Джермано (Фрозиноне)            |
| Maserati      | GranTurismo      |             | 2023 — настоящее время | S       | Gran Turismo | Италия: Турин (Пьемонт)                                |